# 郭令燦
丹斯里郭令燦（Quek Leng Chan，1941年—）馬來西亞華人企业家。

## 生平
郭令灿于新加坡出生，在英國修读法律，英國中殿（Middle Temple）大律師，是马来西亚丰隆集团及香港國浩集團所有者。根據《大馬商業》雜誌專題調查（截至2010年1月15日），郭令燦以70億9千497萬令吉財產，位居全國第六。

## 註解
1. ↑  豐隆集團以大馬為基地，從事金融及地產發展，在全球擁有多家上市公司，分佈于香港、新加坡、菲律賓、英國、美國、澳洲及紐西蘭等地。